# Nikos Ekonomou
Nikos Ekonomou (nació el 19 de febrero de 1973 en Atenas, Grecia) es un exjugador y entrenador de baloncesto griego que entrena al Panionios B.C..

## Biografía
Ekonomou comenzó su carrera profesional en el Ionikos Nikaias B.C. y después jugó en el Panathinaikos BC desde 1991 hasta 1998. En 1993 ganó la Copa de Grecia con dicho equipo y jugó la Final Four de la Euroliga en Tel Aviv en 1994 y en Zaragoza en 1995, siendo tercero el último año.
En 1996 ganó la Euroliga, la copa griega y la copa intercontinental en la misma temporada. En 1998, ganó la liga griega, el primer campeonato de este equipo desde 1984. En 1999 se fue a la liga italiana, al Virtus de Bolonia y después se fue otra vez a Grecia, al Olympiacos BC.
En 2001, se fue al FC Barcelona de la Liga ACB. Después retornó a Grecia para jugar en el Olympia Larissas BC y volvió a salir del país para jugar en el Dynamo de Moscú de la liga rusa. Continuó su carrera en el Panionios BC griego y finalmente en el Panellinios Atenas.

## Palmarés
- Liga de Grecia: 2

Panathinaikos BC: 1997-98, 1998-99
- Copa de Grecia: 2

Panathinaikos BC: 1993, 1996
- Euroliga: 1

Panathinaikos BC: 1995-96
- Copa Intercontinental: 1

Panathinaikos BC: 1996